# مقاطعة غابروفو
مقاطعة غابروفو (بالبلغارية: Област Габрово)‏ هي إحدى مقاطعات بلغاريا الصغيرة تقع في وسط بلغاريا. يقدر عدد سكانها بـ 122,702 نسمة ومساحتها 2,023 كم2 .

## الموقع
موقع المقاطعة بين مقاطعات بلغاريا: